# Різдво (фільм, 1923)
Різдво (англ. Christmas) — американська короткометражна кінокомедія режисера Малкольма Ст. Клера 1923 року.

## Сюжет
Напередодні Різдва чоловік відправляється разом з дружиною, щоб забрати ялинку, але це виявляється більшою пригодою, ніж очікувалося.

## У ролях
- Картер Де Гейвен — Джиммі Картер
- Флора Паркер Де Гейвен — Флора Картер
- Ернест Моррісон — Самбо
- Біллі Боус — дитина
- Вірджинія Новак — дитина
- Філіпп Де Лесі — дитина
- Малкольм Ст. Клер — поліцейський